# Spengler Cup 1923
Der Spengler Cup 1923 (französisch Coupe Spengler 1923) war die erste Auflage des gleichnamigen Wettbewerbs und fand vom 28. Dezember bis 1. Januar 1924 im Schweizer Luftkurort Davos statt. Wegen starken Schneefalls wurde das letzte Turnierspiel erst am Neujahrstag 1924 ausgetragen. Das Turnier wurde von der Mannschaft der University of Oxford gewonnen.

## Hintergrund
Nach dem Ersten Weltkrieg wurden Österreich und Deutschland von internationalen Eishockeywettbewerben des Internationalen Eishockeyverbandes (IIHF) ausgeschlossen. Der in Davos wohnhafte Dr. Carl Spengler wollte die Kontakte zwischen den am Ersten Weltkrieg beteiligten Nationen wiederherstellen. Er stiftete eine Trophäe und lud vier Teams zu dieser ersten Ausgabe ein: die University of Oxford aus England, den Berliner Schlittschuhclub aus Deutschland, den Wiener Eislauf-Verein aus Österreich und den Gastgeber, der HC Davos.

## Turnierverlauf
| 28. Dezember 1923 | Wiener Eislauf-Verein Herbert Brück (2) Ulrich Lederer (2) | 4:0 | HC Davos | Eisstadion, Davos |

| 29. Dezember 1923 | Berliner SC | 3:7 | University of Oxford | Eisstadion, Davos |

| 29. Dezember 1923 | Berliner SC | 1:2 (0:0, 1:2) | Wiener Eislauf-Verein Ulrich Lederer (2) | Eisstadion, Davos |

| 30. Dezember 1923 | Berliner SC | 4:2 | HC Davos | Eisstadion, Davos |

| 31. Dezember 1923 | Wiener Eislauf-Verein | 0:3 (0:1, 0:1, 0:1) | University of Oxford | Eisstadion, Davos |

| 1. Januar 1924 31. Dezember 1923 (geplant) | University of Oxford | 8:1 | HC Davos | Eisstadion, Davos |

## Tabelle
|    | Klub                  | Sp | S | N | Tore  | Punkte |
| -- | --------------------- | -- | - | - | ----- | ------ |
| 1. | Oxford University     | 3  | 3 | 0 | 18:4  | 6      |
| 2. | Wiener Eislauf-Verein | 3  | 2 | 1 | 06:40 | 4      |
| 3. | Berliner SC           | 3  | 1 | 2 | 08:11 | 2      |
| 4. | HC Davos              | 3  | 0 | 3 | 03:16 | 0      |

## Mannschaftskader
| Mannschaft            | Aufgebot |
| --------------------- | --- |
| University of Oxford  | John Dunlop – David Johnson, Wilbert Brown – Henri Binet, Joe Sears, Edward Pitbaldo, Thomas, Lester Pearson                                                                  |
| Wiener Eislauf-Verein | Alexander Popovich – Alfred Revy, Alexander Lebzelter, Georg Groebsch, Louis Goldschmidt – Herbert Brück, Walter Brück, Ulrich Lederer                                        |
| Berliner SC           | Hermann Andresen – Gustaf Johansson, Walter Sachs – Max Holsboer, Nils Molander, Birger Holmqvist, Alfred Steinke, Werner Krüger.                                             |
| HC Davos              | Charlie Fasel – Paul „Putzi“ Müller (C), Albert „Tiger“ Geromini – Fritz Kraatz, Heini Meng, Alexander „Tuggi“ Spengler, Alfred Punz, Morosani, Holzboer II, Rüedi und Rössel |